# Villers-les-Ormes
Villers-les-Ormes ist eine Ortschaft und eine Commune déléguée in der französischen Gemeinde Saint-Maur mit 444 Einwohnern (Stand: 1. Januar 2022) im Département Indre der Region Centre-Val de Loire. Die Einwohner werden Villaréens genannt.
Zum 1. Januar 2016 wurde Villers-les Ormes in die Gemeinde Saint-Maur eingemeindet. Die Gemeinde Villers-les-Ormes gehörte zum Arrondissement Châteauroux und zum Kanton Levroux.

## Geographie
Villers-les-Ormes liegt etwa acht Kilometer nordwestlich von Châteauroux. 

## Bevölkerungsentwicklung
| 1962                       | 1968 | 1975 | 1982 | 1990 | 1999 | 2006 | 2013 |
| -------------------------- | ---- | ---- | ---- | ---- | ---- | ---- | ---- |
| 288                        | 248  | 251  | 289  | 292  | 338  | 390  | 419  |
| Quellen: Cassini und INSEE |      |      |      |      |      |      |      |

## Sehenswürdigkeiten
- Kirche Saint-Sulpice, 2008 restauriert